# Кинофестиваль в Торонто 2020
45-й Международный кинофестиваль в Торонто прошёл с 10 сентября по 21 сентября 2020 года. Из-за пандемии COVID-19 , фестиваль в Торонто в этот раз проходил в основном на онлайн-платформе потокового вещания, хотя ограниченные офлайновые показы по-прежнему проводились в рамках ограничений социального дистанцирования. Главный приз фестиваля, People’s Choice Award, получила картина «Земля кочевников» Хлои Чжао.

## Награды
| Премия                                           | Фильм                | Режиссёр           |
| ------------------------------------------------ | -------------------- | ------------------ |
| Приз зрительских симпатий                        | Земля кочевников     | Хлоя Чжао          |
| Приз зрительских симпатий (документальный фильм) | Неудобный индеец     | Мишель Латимер     |
| Приз зрительских симпатий (полуночное безумие)   | Воздушный бой        | Розанна Лян        |
| Лучший канадский полнометражный фильм            | Неудобный индеец     | Мишель Латимер     |
| Лучший канадский короткометражный фильм          | Benjamin, Benny, Ben | Пол Шкордов        |
| FIPRESCI Award                                   | Начало               | Деа Кулумбегашвили |